# Држава у држави
Држава у држави је политичка ситуација у држави када унутрашњи органи („дубока држава”), као што су оружане снаге и цивилне власти (обавјештајна служба, полиција, административне агенције и гране владине бирократије), дјелују самостално и без контроле цивилног политичког руководства. Иако држава у држави може бити завјереничке природе, „дубока држава” може имати облик неизабраних каријерних државних службеника који дјелују на незавјеренички начин, како би остварили своје интересе (нпр. сигурно запослење, већа моћ и ауторитет, остварење идеолошких циљева и општи раст њихове агенције) супротно политици изабраних званичника, опструкцијом, отпором, подривањем њихове политике и директива. Термин, као и много у политици, води поријело из грчког језика (κράτος εν κράτει, касније прилагођено у латинском imperium in imperio или status in statu).
Понекад, термин се односи на државна предузећа која, иако формално под контролом владе, дјелују дефакто као приватна корпорација, док се понеад термин односи и на предузећа која, иако су формално приватна, дјелују дефакто као „држава у држави”.
Поједине политичке дебате које говоре о одвојености цркве од државе крећу од чињенице ако се црква не контролише, она може да се претвори у државу у држави, нелегитиман изданак природне цивилне моћи државе.